# Gornji Senegal i Niger
Gornji Senegal i Niger (fra. Haut Sénégal et Niger) bila je kolonija u Francuskoj Zapadnoj Africi osnovana 1904. od Senegambie i Nigera.  Niger je postao odvojena vojna zona 1911. i posebna kolonija 1922. dok je Francuska Gornja Volta rascjepljena 1919. a ostatci su se reorganizirali kao Francuski Sudan (danas Mali) 1920. godine. Glavni grad bio je Bamako.
Kolonije se možda najviše sjećaju filatelisti, pošto je izdan broj poštanskih maraka za vrijeme kratke egzistencije ove kolonije.